# 伯党回族乡
伯党回族乡，是中华人民共和国河南省商丘市民权县下辖的一个乡镇级行政单位。

## 行政区划
伯党回族乡下辖以下地区：
康庄村、伯南村、袁柿元村、伯西村、伯东村、闫庄村、李洪庄村、翟庄村和双楼村。